# 脊突龙胆
脊突龙胆（学名：Gentiana cristata）是龙胆科龙胆属的植物，是中国的特有植物。分布于中国大陆的云南、西藏等地，生长于海拔3,250米至4,200米的地区，常生于草坡上，目前尚未由人工引种栽培。